# Tetragnatha coelestis
Tetragnatha coelestis är en spindelart som beskrevs av Pocock 1901. Tetragnatha coelestis ingår i släktet sträckkäkspindlar, och familjen käkspindlar. Inga underarter finns listade i Catalogue of Life.